# Auguste-Frédéric de Sussex
Auguste-Fréderic de Sussex, né le 27 janvier 1773 à Londres et mort le 21 avril 1843 dans la même ville, est un membre de la famille royale britannique de la Maison de Hanovre.

## Biographie

### Jeunesse et éducation

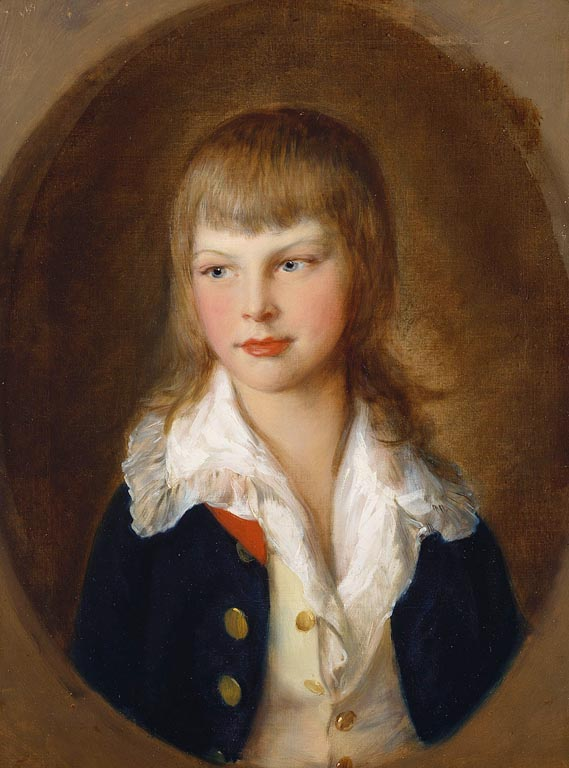
Prince Augustus, 1782
par Gainsborough
Royal Collection

Né au palais de Buckingham, il est le sixième fils du roi George III et de la reine Charlotte de Mecklembourg-Strelitz.
Après avoir passé son enfance en Grande-Bretagne, il est envoyé en 1786 en Allemagne avec ses frères Ernest et Adolphe, afin de faire ses études à l'université de Göttingen.
C'est un jeune homme aimable et droit, dont le caractère doux et réservé tranche avec la dissipation de ses frères aînés. Souffrant d'asthme, il ne reçoit pas d'éducation militaire contrairement à ses frères. Il envisage même un moment d'embrasser la carrière ecclésiastique.

### Les amours malheureuses avec Lady Murray
Du fait de sa mauvaise santé, le prince passe l'hiver 1792-1793 en Italie, à Rome, où il fait la connaissance de Lady Augusta Murray (1768-1830), fille du comte de Dunmore. C'est une protestante, descendante de Henri VII. Il tombe amoureux de la jeune femme et ce sentiment est réciproque. Les deux jeunes gens décident alors de se marier en secret, l'acte de 1772 concernant les mariages royaux interdisant en effet aux membres de la famille royale de se marier sans le consentement du souverain. Le mariage est célébré clandestinement à Rome le 4 avril 1793.
Lorsque les deux époux rentrent en Angleterre à l'automne 1793, ils apprennent que leur union est doublement illégale : d'une part à cause de l'acte de 1772, mais aussi parce qu'elle a été célébrée en territoire romain. Augustus et Augusta se marient pourtant une seconde fois, le 5 décembre 1793, sur le sol britannique. Cependant, George III refuse fermement de donner son consentement à son fils. Celui-ci propose d'abandonner titres, honneurs et charges pour garder Augusta, mais le roi est inflexible. Au printemps 1794, le mariage est annulé.
Les époux vivent cependant ensemble jusqu'en 1801. Deux enfants naissent de cette union : Augustus d'Este (1794-1848), mort sans postérité, et Augusta d'Este (1801-1866), épouse de Thomas Wilde, sans postérité (d'Este : car la dynastie de Hanovre est la branche aînée de la Maison d'Este). Ces enfants, considérés comme illégitimes au Royaume-Uni, ne le sont pas au Royaume de Hanovre et Augustus d'Este peut figurer sur la liste de succession au trône hanovrien[réf. nécessaire].

### Un prince réservé
En 1801, Augustus, à 28 ans, reçoit les titres de duc de Sussex, de comte d'Inverness et de baron Arklow. Il est fait également membre de l'Ordre de la Jarretière.
Il mène une vie discrète, enfermé dans son palais de Kensington, s'occupant de ses animaux et de son impressionnante collection de pendules. Prince cultivé, il est un grand protecteur des lettres et des arts. Il est d'ailleurs élu en 1816 président de la Royal Society of Arts.
Franc-maçon, il devient en 1813 Grand-maître de la Grande Loge unie d'Angleterre, succédant à son frère le prince de Galles.

### Sous les règnes de ses frères

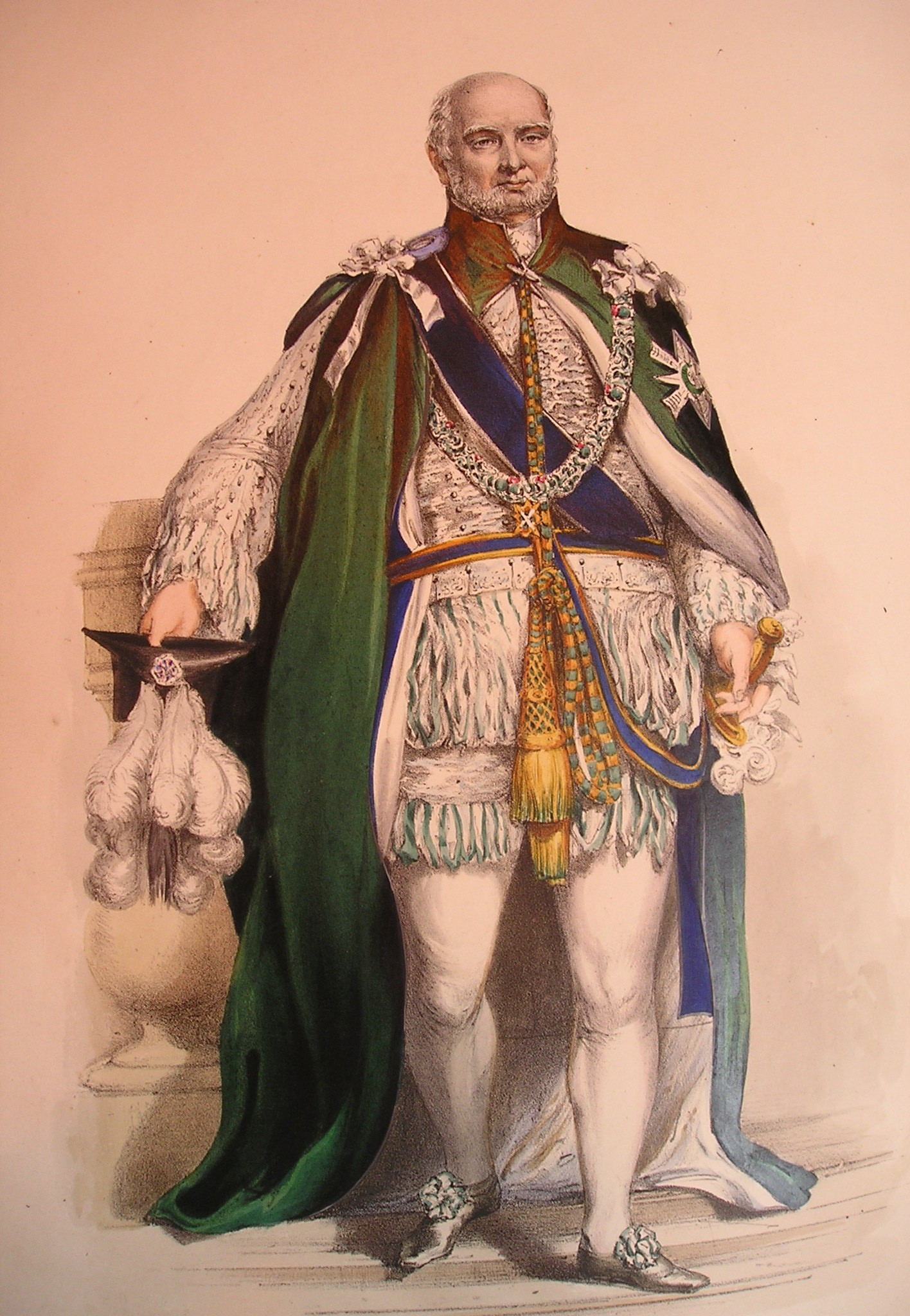
Le duc en costume de chevalier de l'Ordre du Chardon (1842)

Au cours des règnes de ses frères aînés George IV et Guillaume IV, le duc de Sussex est l'un des chefs des whigs, desquels il préside de nombreuses réunions politiques. Il s'oppose ainsi à son frère, le très conservateur duc de Cumberland.
En 1830, il est président de la Royal Society, poste qu'il conserve jusqu'en 1838. Un an plus tard, Guillaume IV le nomme Protecteur de  St James's Park et de Hyde Park.
Le 2 mai 1831, il se marie morganatiquement avec Lady Cecilia Letitia Buggin, veuve de Sir George Buggin et fille du comte d'Arran. Celle-ci est titrée en 1840 duchesse d'Inverness, mais n'est pas reconnue comme l'épouse du prince.

### Sous Victoria
Sussex est l'oncle paternel préféré de la jeune reine Victoria. Il encourage son mariage avec Albert de Saxe-Cobourg-Gotha.
Le duc de Sussex meurt en 1843 au palais de Kensington, à l'âge de 70 ans. Selon son souhait, il ne reçoit pas de funérailles nationales. Il est inhumé au Kensal Green Cemetery de Londres. La duchesse d'Iverness continue à occuper le palais de Kensington jusqu'à sa mort survenue en 1873.

## Titulature
- Son Altesse Royale le prince Augustus Frederick (1773–1801)
- Son Altesse Royale le duc de Sussex (1801–1843)